# Stefano Gabbana (designer)
Stefano Gabbana (Veneza, 14 de novembro de 1962) é um estilista italiano. É co-fundador da marca Dolce & Gabbana e atualmente co-diretor-criativo da mesma.

## Vida Pessoal
Stefano e Domenico Dolce foram um casal durante bastantes anos. Em 2004 divorciaram-se, embora continuem a trabalhar em conjunto na marca que criaram em 1985.